# Silvia A. Bunge
Silvia Alice Bunge (* 1973) ist eine US-amerikanische Psychologin und Neurowissenschaftlerin.
Sie ist Professorin an der University of California, Berkeley. Diesen Titel hat sie seit 2014 inne. Zuvor war sie in Berkeley ab 2007 Assistant Professor, ab 2009 Associate Professor.
Bunge studierte an der Yale University und wurde 2001 an der Stanford University zum PhD bei John Gabrieli promoviert. Anschließend hatte sie einen Postdoc-Aufenthalt bei Anthony Wagner am MIT. Sie war Assistant Professor an der University of California, Davis, bevor sie 2007 nach Berkeley wechselte.
Eines ihrer Forschungsgebiete ist die Gehirnplastizität. Unter anderem untersuchte sie die kognitive Entwicklung von Kindern, die unter verschiedenen sozio-ökonomischen Bedingungen aufwuchsen.

## Auszeichnungen
- 2015: Alexander von Humboldt Research Award

## Schriften (Auswahl)
- Bunge, S. A., Ochsner, K. N., Desmond, J. E., Glover, G. H., & Gabrieli, J. D. (2001):  Prefrontal regions involved in keeping information in and out of mind. Brain, 124(10), 2074–2086.
- Bunge, S.A., Kahn, I., Wallis, J.D., Miller, E.K., & Wagner, A.D. (2003): Neural circuits subserving the retrieval and maintenance of abstract rules. Journal of Neurophysiology, 90(5):3419-28.
- Ghetti S, Bunge SA:  Neural changes underlying the development of episodic memory during middle childhood. Dev Cogn Neurosci. 2012 Oct;2(4):381-95. doi:10.1016/j.dcn.2012.05.002.
- Eckstein, M. K., Guerra-Carrillo, B., Singley, A. T. M., & Bunge, S. A. (2017): Beyond eye gaze: What else can eyetracking reveal about cognition and cognitive development?. Developmental cognitive neuroscience, 25, 69–91.
- Gabrieli, J. D., & Bunge, S. A. (2017): The stamp of poverty. Scientific American Mind, 28(1), 54–61.
- Starr, A., Srinivasan, M., & Bunge, S. A. (2020): Semantic knowledge influences visual working memory in adults and children. PloS one, 15(11), e0241110.
- Bunge, S. A., & Leib, E. R. (2020): How does education hone reasoning ability?. Current Directions in Psychological Science, 29(2), 167–173.
- Bortfeld, H., & Bunge, S. A. (2024): Fundamentals of developmental cognitive neuroscience. Cambridge University Press.
- Schwarze SA, Laube C, Khosravani N, Lindenberger U, Bunge SA, Fandakova Y: Intensive task-switching training and single-task training differentially affect behavioral and neural manifestations of cognitive control in children. Cereb Cortex. 2025 May 1;35(5):bhaf103. doi:10.1093/cercor/bhaf103.